# Andante
Andante (z italského andare – pomalý pohyb), odpovídající v českém názvosloví označení krokem, volně, ale nikoli zdlouhavě, je hudební termín, který určuje tempo skladby nebo její části, jehož rychlost se pohybuje mezi adagio a allegro, konkrétně v časovém rozpětí cca 76-108/min.
Příbuzným tempem je např. andante con moto – rychlejším krokem. Andante může být i označení pro samostatnou skladbu, nebo pomalou část v sonátě, symfonii apod.